# Јурандвор
Јурандвор је насељено место у саставу општине Башка, на острву Крку у Приморско-горанској жупанији, Република Хрватска.

## Историја
До територијалне реорганизације у Хрватској налазио се у саставу старе општине Крк.

## Становништво
На попису становништва 2011. године, Јурандвор је имао 299 становника.

## Попис1991.
На попису становништва 1991. године, насељено место Јурандвор је имало 249 становника, следећег националног састава:
| Попис 1991.‍  | Попис 1991.‍  | Попис 1991.‍ | Попис 1991.‍ | Попис 1991.‍ |
| ------------ | ------------ | ----------- | ----------- | ----------- |
|              |              |             |             |             |
| Хрвати       | Хрвати       |             | 212         | 85,14%      |
| Југословени  | Југословени  |             | 19          | 7,63%       |
| Срби         | Срби         |             | 10          | 4,01%       |
| Чеси         | Чеси         |             | 1           | 0,40%       |
| неопредељени | неопредељени |             | 7           | 2,81%       |
| укупно: 249  |              |             |             |             |